# 浅野一弘
浅野 一弘（あさの かずひろ、1969年 - ）は、日本の政治学者。日本大学法学部教授。専門は、政治学（日米関係論）、行政学（危機管理論）。
大阪府大阪市天王寺区出身。既婚。修士（政治学）。

## 略歴
- 1992年：明治大学政治経済学部政治学科卒業
- 1994年：同大学大学院政治経済学研究科博士前期課程修了
- 1997年：同博士後期課程単位取得満期退学
- 1996 - 2001年：財団法人行政管理研究センター調査員、研究員
- 2001 - 2003年：札幌大学法学部法学科専任講師
- 2003 - 2006年：同助教授
- 2006 - 2007年：同自治行政学科助教授
- 2007 - 2008年：同准教授
- 2008 - 2009年：同教授
- 2009年：学科統合により同大学法学科教授
- 2020年 - ：日本大学法学部教授

札幌大学在職中は北海道のローカルテレビ局・ラジオ局で政治解説や選挙特番のコメンテーターを担当した。2009年より北海学園大学法学部で非常勤講師も務めた（日米関係論、演習）。

## 著書

### 単著
- 『日米首脳会談と「現代政治」』（同文舘出版、2000年）
- 『現代地方自治の現状と課題』（同文舘出版、2004年）
- 『日米首脳会談の政治学』（同文舘出版、2005年）
- 『現代日本政治の現状と課題』（同文舘出版、2007年）
- 『日米首脳会談と戦後政治』（同文舘出版、2009年）
- 『地方自治をめぐる争点』（同文舘出版、2010年）
- 『危機管理の行政学』（同文舘出版、2010年）
- 『民主党政権と「地域主権」』（札幌大学附属総合研究所、2010年）
- 『民主党政権下の日本政治　日米関係・地域主権・北方領土』（同文舘出版、2011年）

### 共著
- （藤本一美）『日米首脳会談と政治過程　1951年～1983年』（竜渓書舎、1994年）

## 出演
- 情報アライブ（STVラジオ／金曜日のみレギュラー出演。2016年4月 - 2018年3月）
- まるごとエンタメ～ション（STVラジオ／金曜日のみレギュラー出演、2018年4月 - 2020年3月）
- OH! HAPPY MORNING（JFN系列一部局／「Today's Focus」金曜日に隔週電話出演、2015年11月 - 2020年3月[注釈 1]）
- どさんこワイド朝（STVテレビ／火・水曜日[注釈 2]レギュラー出演。2018年4月 - 2020年3月）